# Copa Bolivia 2014
La Copa Bolivia 2014 fue la tercera versión del torneo promocional de segunda división organizado por la Asociación Nacional de Fútbol de Bolivia. 
Participaron los equipos subcampeones de las 9 Asociaciones Departamentales de Bolivia, el subcampeón del Torneo Nacional Interprovincial 2014 y los equipos terceros de Tarija y Oruro.

## Sistema de disputa
Los 12 equipos fueron distribuidos según criterios geográficos en 2 series: 
La Serie A se jugó en Bermejo y Tarija en el Estadio Municipal de Bermejo y IV Centenario de Tarija, con los subcampeones de Sucre, La Paz, Tarija, Potosí y el Tercero de Tarija y Oruro
La Serie B se jugó en El Torno (Santa Cruz), en el Estadio Municipal, con los subcampeones de Santa Cruz, Oruro, Beni, el subcampeón del Torneo Nacional Interprovincial 2014 Santa Cruz, Pando, Cochabamba.
Los dos primeros de cada serie jugaron de forma cruzada y definieron al campeón ya que automáticamente estaban clasificados, los segundos de cada serie definieron el tercer lugar y su respectiva clasificación al Nacional B 2014/15.

## Equipos participantes
| Equipo           | Localidad               | Departamento | Condición                       |
| ---------------- | ----------------------- | ------------ | ------------------------------- |
| EM Huanuni       | Huanuni                 | Oruro        | Subcampeón 2013/14 AFO          |
| Escara           | Escara                  | Oruro        | Tercero 2013/14 AFO             |
| Atlético Bermejo | Bermejo                 | Tarija       | Subcampeón 2013/14 ATF          |
| Unión Tarija     | Tarija                  | Tarija       | Tercero 2013/14 ATF             |
| Nueva Cliza      | Cochabamba              | Cochabamba   | Subcampeón 2013/14 AFC          |
| Stormers         | Sucre                   | Chuquisaca   | Subcampeón 2013/14 ACHF         |
| El Torno FC      | Santa Cruz de la Sierra | Santa Cruz   | Subcampeón 2013/14 ACF          |
| Emilio Alave     | Potosí                  | Potosí       | Subcampeón 2013/14 AFP          |
| Miraflores       | Cobija                  | Pando        | Subcampeón 2013/14 APF          |
| Kivon            | Trinidad                | Beni         | Subcampeón 2013/14 AFB          |
| Ramiro Castillo  | La Paz                  | La Paz       | Subcampeón 2013/14 AFLP         |
| San Juan         | San Miguel de Velasco   | Santa Cruz   | Subcampeón Interprovincial 2014 |

## Fase de grupos

### Tabla de Posiciones Serie "A"
| Pos | Equipo           | PJ | G | E | P | GF | GC | Dif | Pts |
| --- | ---------------- | -- | - | - | - | -- | -- | --- | --- |
| 1º  | Atlético Bermejo | 5  | 5 | 0 | 0 | 10 | 1  | +9  | 15  |
| 2º  | Ramiro Castillo  | 5  | 3 | 0 | 2 | 15 | 14 | +1  | 9   |
| 3º  | Unión Tarija     | 5  | 3 | 0 | 2 | 11 | 6  | +5  | 9   |
| 4º  | Stormers         | 5  | 3 | 0 | 2 | 8  | 7  | +1  | 9   |
| 5º  | Escara           | 5  | 1 | 1 | 3 | 3  | 17 | -14 | 4   |
| 6º  | Emilio Alave     | 5  | 0 | 1 | 4 | 3  | 13 | -10 | 1   |

Pts = Puntos; PJ = Partidos Jugados; G = Partidos Ganados; E = Partidos Empatados; P = Partidos Perdidos; GF = Goles Anotados; GC = Goles Recibidos; Dif = Diferencia de gol
|  | Clasificados a Semifinales. |

#### Resultados
| Atlético Bermejo | 2 - 1 | Stormers     | 28 de septiembre | 14:00 |
| Unión Tarija     | 2 - 0 | Escara       | 28 de septiembre | 16:00 |
| Ramiro Castillo  | 2 - 1 | Emilio Alave | 28 de septiembre | 16:00 |

| Atlético Bermejo | 1 - 0 | Ramiro Castillo | 30 de septiembre | 14:00 |
| Unión Tarija     | 1 - 2 | Stormers        | 30 de septiembre | 16:00 |
| Escara           | 1 - 1 | Emilio Alave    | 30 de septiembre | 16:00 |

| Stormers         | 1 - 2 | Escara          | 1 de octubre | 14:00 |
| Unión Tarija     | 0 - 2 | Ramiro Castillo | 1 de octubre | 16:00 |
| Atlético Bermejo | 4 - 0 | Emilio Alave    | 1 de octubre | 16:00 |

| Stormers         | 2 - 1 | Ramiro Castillo | 3 de octubre | 14:00 |
| Unión Tarija     | 3 - 1 | Emilio Alave    | 3 de octubre | 16:00 |
| Atlético Bermejo | 3 - 0 | Escara          | 3 de octubre | 16:00 |

| Emilio Alave    | 0 - 4  | Stormers         | 4 de octubre | 14:00 |
| Unión Tarija    | 5 - 1  | Atlético Bermejo | 4 de octubre | 16:00 |
| Ramiro Castillo | 10 - 0 | Escara           | 4 de octubre | 16:00 |

### Tabla de Posiciones Serie "B"
| Pos | Equipo      | PJ | G | E | P | GF | GC | Dif | Pts |
| --- | ----------- | -- | - | - | - | -- | -- | --- | --- |
| 1º  | El Torno FC | 5  | 5 | 0 | 0 | 17 | 2  | +15 | 15  |
| 2º  | Nueva Cliza | 5  | 4 | 0 | 1 | 13 | 3  | +10 | 12  |
| 3º  | EM Huanuni  | 5  | 2 | 1 | 2 | 12 | 7  | +5  | 7   |
| 4º  | Miraflores  | 5  | 1 | 2 | 2 | 6  | 7  | -1  | 5   |
| 5º  | San Juan    | 5  | 0 | 2 | 3 | 0  | 19 | -19 | 2   |
| 6º  | Kivon       | 5  | 0 | 1 | 4 | 1  | 11 | -10 | 1   |

Pts = Puntos; PJ = Partidos Jugados; G = Partidos Ganados; E = Partidos Empatados; P = Partidos Perdidos; GF = Goles Anotados; GC = Goles Recibidos; Dif = Diferencia de gol
|  | Clasificados a Semifinales. |

#### Resultados
| Kivon       | 0 - 0 | San Juan   | 28 de septiembre | 12:00 |
| Nueva Cliza | 3 - 1 | Miraflores | 22 de septiembre | 14:00 |
| El Torno    | 2 - 1 | EM Huanuni | 22 de septiembre | 16:00 |

| EM Huanuni  | 1 - 1 | Miraflores | 30 de septiembre | 12:00 |
| Nueva Cliza | 6 - 0 | San Juan   | 30 de septiembre | 14:00 |
| El Torno FC | 4 - 0 | Kivon      | 30 de septiembre | 16:00 |

| Nueva Cliza | 3 - 1 | EM Huanuni | 1 de octubre | 12:00 |
| Miraflores  | 3 - 0 | Kivon      | 1 de octubre | 14:00 |
| El Torno FC | 7 - 0 | San Juan   | 1 de octubre | 16:00 |

| Kivon       | 0 - 1 | Nueva Cliza | 3 de octubre | 12:00 |
| EM Huanuni  | 6 - 0 | San Juan    | 3 de octubre | 14:00 |
| El Torno FC | 3 - 1 | Miraflores  | 3 de octubre | 16:00 |

| Miraflores  | 0 - 0 | San Juan    | 4 de octubre | 12:00 |
| Kivon       | 1 - 3 | EM Huanuni  | 4 de octubre | 14:00 |
| El Torno FC | 1 - 0 | Nueva Cliza | 4 de octubre | 16:00 |

## Tercer Lugar
| Miércoles, 8 de octubre de 2014, 15:00 | Nueva Cliza | 1 - 3 | Ramiro Castillo | Estadio Félix Capriles, Cochabamba |  |

## Final
| Miércoles, 8 de octubre de 2014, 15:00 | El Torno FC | 0 (4) - 0(3) | Atlético Bermejo | Estadio Municipal, El Torno |  |

| Campeón El Torno FC |